# 266

## Родени
- Ерманарих, крал на остготите.